# Glim Sogn
Glim Sogn 

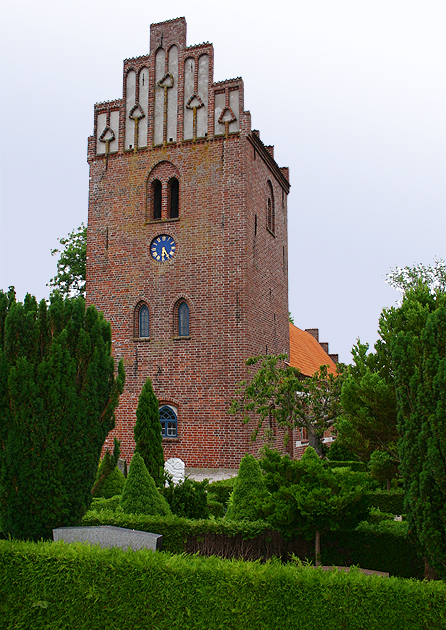
Glim Kirke

ist eine Kirchspielsgemeinde (dän.: Sogn)
auf der Insel Sjælland im südlichen Dänemark.
Bis 1970 gehörte sie zur Harde Sømme Herred im damaligen Københavns Amt (bis 1808: Roskilde Amt), danach zur Lejre Kommune im „neuen“ Roskilde Amt, die im Zuge der  Kommunalreform zum 1. Januar 2007 in der „neuen“ Lejre Kommune in der Region Sjælland aufgegangen ist.
Im Kirchspiel leben 1133 Einwohner (Stand: 1. Januar 2023).
Im Kirchspiel liegt die Kirche „Glim Kirke“.
Nachbargemeinden sind im Nordwesten Kornerup Sogn, im Westen Allerslev Sogn und im Südwesten Rorup Sogn, ferner in der benachbarten Roskilde Kommune im Norden Svogerslev Sogn, im Nordosten Roskilde Domsogn, im Osten Vor Frue Sogn, im Südosten Gadstrup Sogn und im Süden Syv Sogn und Dåstrup Sogn.